# Casa Diablo Hot Springs
Koordinaten: 37° 38′ 46,6″ N, 118° 51′ 29,3″ W
Die Casa Diablo genannten Thermalquellen (englisch Casa Diablo Hot Springs) liegen in einem geothermal aktiven Gebiet in der Nähe von Mammoth Lakes und der östlichen Sierra Nevada im Mono County im östlichen Kalifornien.

## Beschreibung und Geographie
Die Hauptquelle von Casa Diablo ist ein großer, tiefer Pool mit einer Temperatur von 82 °C und einem pH-Wert von 8,16. Der pH-Wert, die Temperatur und die Farbe des Bodens ändern sich dort, wo das Wasser aus diesen Becken abfließt. Das Becken wird in seiner Ruhe alle 10 bis 15 Minuten durch eine geysirartige Wasserfreisetzung im tiefsten Teil der Quelle gestört.
Das Quellgebiet (Koordinaten 37,6463° N, 118,8582° W) befindet sich im nördlichen Teil des Vulkangebiets Long Valley Caldera neben der U.S. Highway 395. Die California State Route 203 zweigt nach Westen an den Casa Diablo Hot Springs ab und führt zu den Mammoth Lakes  und dem gleichnamigen Skiresort sowie zum Devils Postpile National Monument.
Etwas unterhalb der Quelle ist der Zusammenfluss des Mammoth Creek mit dem kleineren Hot Creek, der aber seinen Namen an den weiteren Lauf durch das Geothermalgebiet vererbt.

## Geschichte
Die Casa Diablo Thermalquellen waren einst der Standort eines regelmäßig ausbrechenden Geysirs. Die Gegend ist als ein Bergbau- und Produktionsgelände der Ureinwohner Amerikas bekannt, die sich auf Obsidianmaterialien spezialisiert hatten.
Die Verwendung solcher Materialien von diesem Standorts ist mindestens so früh dokumentiert wie die vom Millingstone-Horizont (Millingstone Horizon). Etliche Völker und Stämme bis hin zu den Chumash an der Küste handelten mit Material aus dieser Obsidianquelle.
Casa Diablo wurde im Jahr 1878 zu einem Rastplatz entlang der Postkutschen-Route von Bishop Creek nach Bodie. Es war eine Relaisstation für die Route zu den Bergbaulagerstätten von Mammoth City, Mill City, Mineral Peak und Pine City. Im Jahr 1881 stellte die Casa Diablo-Haltestation ihren Betrieb ein und wurde später für andere Zwecke genutzt, unter anderem als Handelsposten, saisonales Ferienresort, Taverne, Tankstelle, Lebensmittelgeschäft, Baumarkt und Holzlager.

## Geothermische Energie
Das Mammoth-Geothermiekraftwerk (Mammoth Geothermal Complex) befindet sich hier. Es ist im Besitz von Ormat Technologies und wird betrieben von Mammoth Pacific, LP. Die Geothermie-Anlage wurde 1983 eröffnet.

## Mikrobielle Gemeinschaft
Trotz der extremen Bedingungen bzgl. Temperatur und pH-Wert 2004 wurde im Pool eine mikrobielle Gemeinschaft aus Prokaryoten (Bakterien und Archaeen) nachgewiesen.
Auch Virusartige Partikel (virus-like particles, VLPs) fanden sich in den Proben. Vermutlich handelt es sich um echte Viruspartikel (Virionen), dafür wäre aber ein Nachweis von entsprechender DNA oder RNA nötig gewesen.
Da die Temperatur dieser Quelle über der bekannten oberen Temperaturgrenze für eukaryontisches Leben lag, handelt es sich bei den vorhandenen VLPs wahrscheinlich um Phagen (Bakterien- und Archaeenviren), nicht um Eukaryonten infizierende Viren.
Die Dichte dieser Mikroorganismen variiert offenbar auch mit der Jahreszeit.
Die Anzahl der VLPs in Casa Diablo schwankte zu den beiden Zeitpunkten, an denen Proben genommen wurden, um das 6,5-fache.

## Etymologie
Casa Diablo ist spanisch und bedeutet ‚Haus des Teufels‘, was sich eindeutig auf die ‚höllische‘ vulkanische Aktivität an dieser Lokalität bezieht.